# Winston-Salem Cycling Classic Women 2016
La 3e édition de la Winston-Salem Cycling Classic Women a eu lieu le 30 mai 2016. La course fait partie du calendrier international féminin UCI 2016 en catégorie 1.2. La course est remportée par l'Italienne Rossella Ratto.

## Récit de la course
Le parcours vallonné de la course provoque une sélection. Elles sont environ vingt-cinq dans le peloton à l'entame du dernier tour. À dix kilomètres de l'arrivée, Rossella Ratto place une attaque décisive. La poursuite est menée par la formation UnitedHealthcare. Ratto parvient néanmoins à se maintenir en tête. Derrière, Valentina Scandolara gagne le sprint du peloton devant Coryn Rivera.

## Classements

### Classement final
| \| Classement général \| Classement général \| Classement général \| Classement général \| Classement général \| \| Coureuse \| Coureuse \| Pays \| Équipe \| Temps \| \| ------------------ \| -------------------- \| ------------------ \| ----------------------------- \| ------------------ \| \| 1re \| Rossella Ratto \| Italie \| Cylance \| 2 h 38 min 49 s \| \| 2e \| Valentina Scandolara \| Italie \| Cylance \| + 11 s \| \| 3e \| Coryn Rivera \| États-Unis \| UnitedHealthcare Women's Team \| + 11 s \| \| 4e \| Heather Fischer \| États-Unis \| Rally Cycling \| + 11 s \| \| 5e \| Brianna Walle \| États-Unis \| Tibco-Silicon Valley Bank \| + 11 s \| \| 6e \| Alison Jackson \| Canada \| Twenty16-Ridebiker \| + 11 s \| \| 7e \| Tayler Wiles \| États-Unis \| Orica-AIS \| + 11 s \| \| 8e \| Joanne Kiesanowski \| Nouvelle-Zélande \| Tibco-Silicon Valley Bank \| + 11 s \| \| 9e \| Scotti Wilborne \| États-Unis \| Hagens Berman-Supermint \| + 11 s \| \| 10e \| Lex Albrecht \| Canada \| BePink \| + 11 s \| |                      |                  |                               |                 |
| |                      |                  |                               |                 |
| Source : Cycling Quotient |                      |                  |                               |                 |
| Classement général |                      |                  |                               |                 |
| Coureuse | Coureuse             | Pays             | Équipe                        | Temps           |
| 1re | Rossella Ratto       | Italie           | Cylance                       | 2 h 38 min 49 s |
| 2e | Valentina Scandolara | Italie           | Cylance                       | + 11 s          |
| 3e | Coryn Rivera         | États-Unis       | UnitedHealthcare Women's Team | + 11 s          |
| 4e | Heather Fischer      | États-Unis       | Rally Cycling                 | + 11 s          |
| 5e | Brianna Walle        | États-Unis       | Tibco-Silicon Valley Bank     | + 11 s          |
| 6e | Alison Jackson       | Canada           | Twenty16-Ridebiker            | + 11 s          |
| 7e | Tayler Wiles         | États-Unis       | Orica-AIS                     | + 11 s          |
| 8e | Joanne Kiesanowski   | Nouvelle-Zélande | Tibco-Silicon Valley Bank     | + 11 s          |
| 9e | Scotti Wilborne      | États-Unis       | Hagens Berman-Supermint       | + 11 s          |
| 10e | Lex Albrecht         | Canada           | BePink                        | + 11 s          |

### Points UCI
| Position           | 1er | 2e | 3e | 4e | 5e | 6e | 7e | 8e | 9e | 10e |
| Classement général | 40  | 30 | 16 | 12 | 10 | 8  | 6  | 3  | 2  | 1   |